# Liste von Persönlichkeiten der Stadt Naumburg (Saale)
Die Liste von Persönlichkeiten der Stadt Naumburg (Saale) enthält Personen, die in Naumburg (Saale) geboren wurden, sowie solche, die dort zeitweise gelebt und gewirkt haben, jeweils chronologisch aufgelistet nach dem Geburtsjahr. Die Liste erhebt keinen Anspruch auf Vollständigkeit.

## In Naumburg (Saale) geborene Persönlichkeiten

### Bis 1800

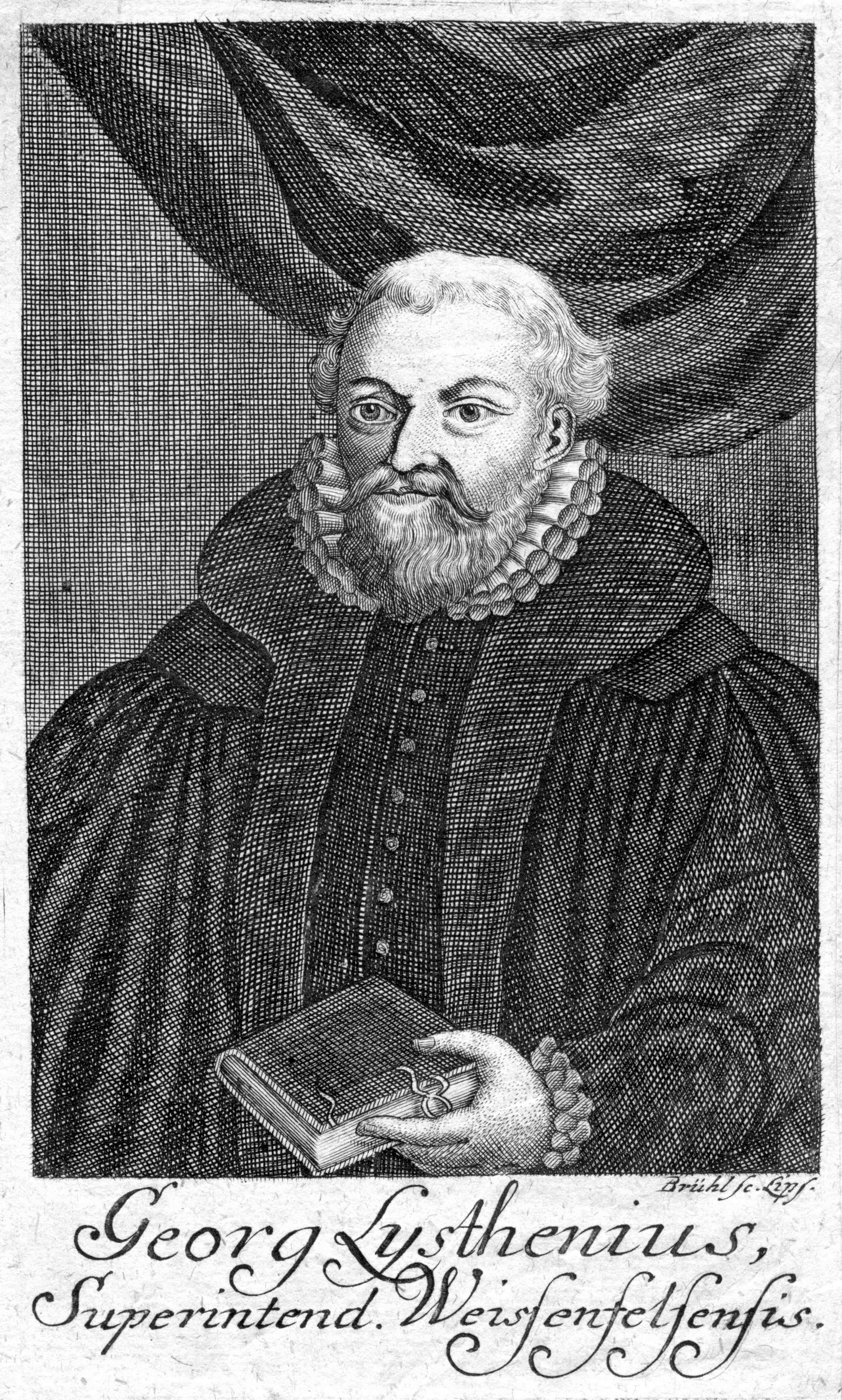
Georg Lysthenius

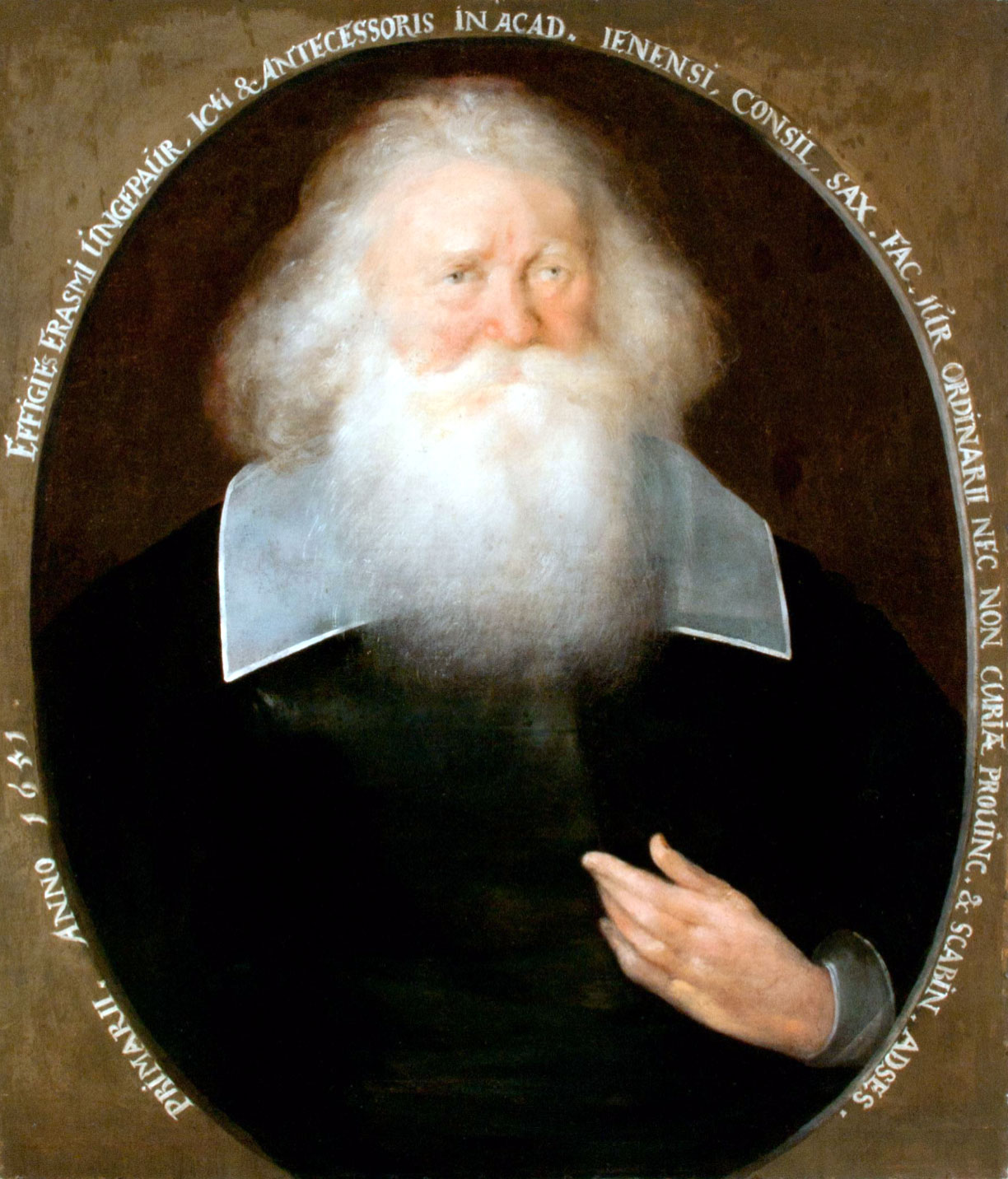
Erasmus Ungebaur

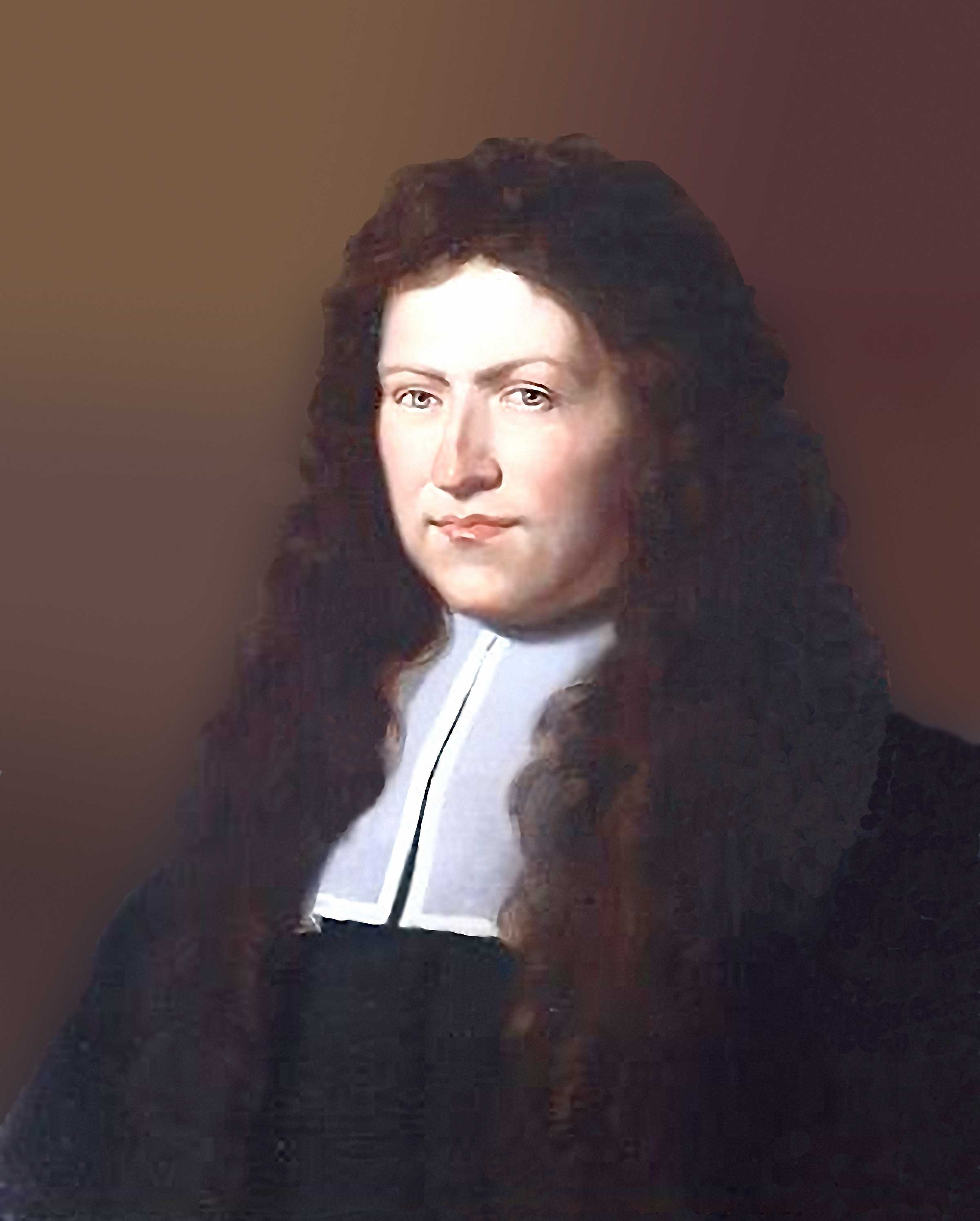
Johann Georg Graevius

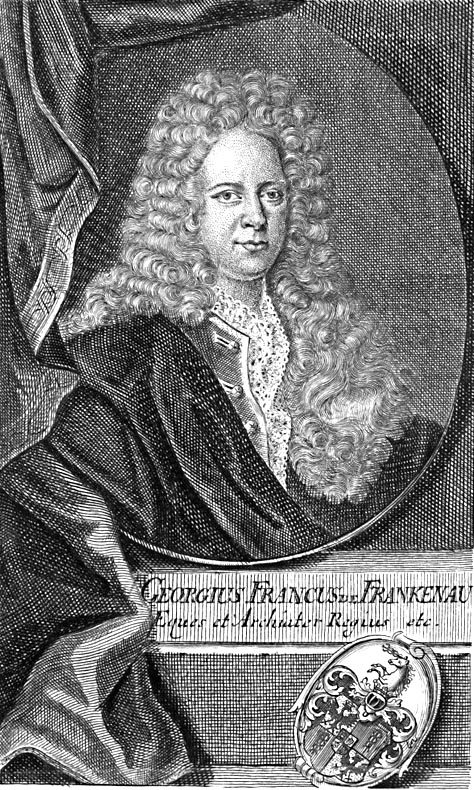
Georg Franck von Franckenau

- Volkwin von Naumburg zu Winterstätten, auch Wolquin, Folkvin, Volkewîn, Wolguinus, Wolgulin, war von 1209 bis 1236 Herrenmeister des Schwertbrüderordens
- Nikolaus Rotenfels (1404–1475), Domherr in Meißen und Naumburg
- Wolfgang Figulus (um 1525–1589), Musiktheoretiker und Komponist
- Elias Nikolaus Ammerbach (um 1530–1597), Organist und Herausgeber
- Georg Lysthenius, auch Georg List (1532–1596), lutherischer Theologe
- Salomon Alberti (1540–1600), Mediziner
- Erasmus Ungebaur (1582–1659), Rechtswissenschaftler
- Christian Lange (1585–1657), lutherischer Theologe, geboren in Almrich
- Rudolph Wilhelm Krause der Ältere (1612–1689), Rechtswissenschaftler und Kanzler von Sachsen-Weimar
- Johann Philipp Romanus (1612–1684), Oberamtsmann von Zwickau und Werdau
- Johann Georg Graevius (1632–1703), klassischer Philologe und Textkritiker
- Johannes Pretten (1634–1708), lutherischer Theologe
- Gottfried Wilhelm Sacer (1635–1699), Dichter, Satiriker und Poetiker
- Christoph Gensch von Breitenau (1638–1732), Verwaltungsjurist, Diplomat und Kirchenlieddichter
- Rudolph Wilhelm Krause der Jüngere (1642–1718), Mediziner
- Jakob Wolff (1642–1694), Mediziner
- Georg Franck von Franckenau (1643–1704), Mediziner und Botaniker
- Johann Theile (1646–1724), Komponist, Musikpädagoge und Kapellmeister
- Johann Heinrich Acker (1647–1719), evangelischer Theologe und Schriftsteller
- Johann Georg Albini der Jüngere (1659–1714), Barockdichter
- Johann Christoph Frauendorff (1664–1740), Librettist, Jurist und Bürgermeister von Naumburg
- Johann Gottfried Höre (1704–1778), Pädagoge
- Gottfried Heinsius (1709–1769), Mathematiker, Geograph und Astronom
- Gottfried Wilhelm Müller (1709–1799), Mediziner und Mineraliensammler
- Johann Georg Rauhe (1739–1791), Garnisonsschullehrer und Verfasser von erfundenen Geschichtswerken von Naumburg
- Friedrich Wilhelm Dresde (1740–1805), Sprachwissenschaftler und lutherischer Theologe
- Heinrich August Typke (1744–1830), evangelischer Theologe
- Johann Adolph von Lützow (1748–1819), preußischer Generalmajor
- Adam Gottlieb Gebhardt (1761–1831), deutscher Schriftsteller, Diplomat und Archivar
- Karl Gottfried Siebelis (1769–1843), klassischer Philologe und Pädagoge
- August Gotthilf Gernhard (1771–1845), Pädagoge und Philologe
- Johann Gottfried Gruber (1774–1851), Universalgelehrter, Lexikograph und Schriftsteller
- Carl Peter Lepsius (1775–1853), Altertumswissenschaftler, Historiker, Schriftsteller, Beamter, Bürgermeister und Landrat
- Christian Wilhelm Schweitzer (1781–1856), Jurist, Staatsminister im Großherzogtum Sachsen-Weimar-Eisenach
- Karl August Förster (1784–1841), Dichter und Übersetzer
- August Gottfried Schweitzer (1788–1854), Agronom, Agrarwissenschaftler und Hochschullehrer
- Johann Ernst Stapf (1788–1860), Arzt und Homöopath
- Friedrich August Weidenbach (1790–1860), Zeichenlehrer, Landschaftsmaler und Lithograf
- Friedrich Stapß (1792–1809), Attentäter
- Karl Panse (1798–1871), Verleger, Zeitungsgründer und Autor

### 1801 bis 1900

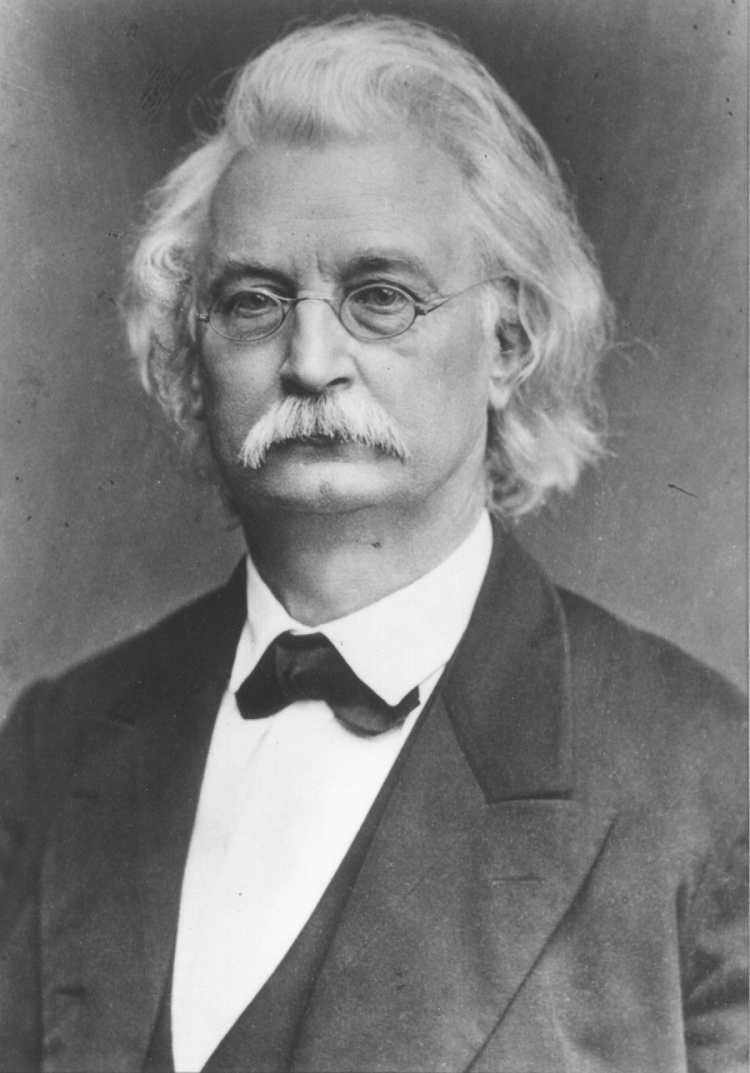
Karl Richard Lepsius (1810–1884)

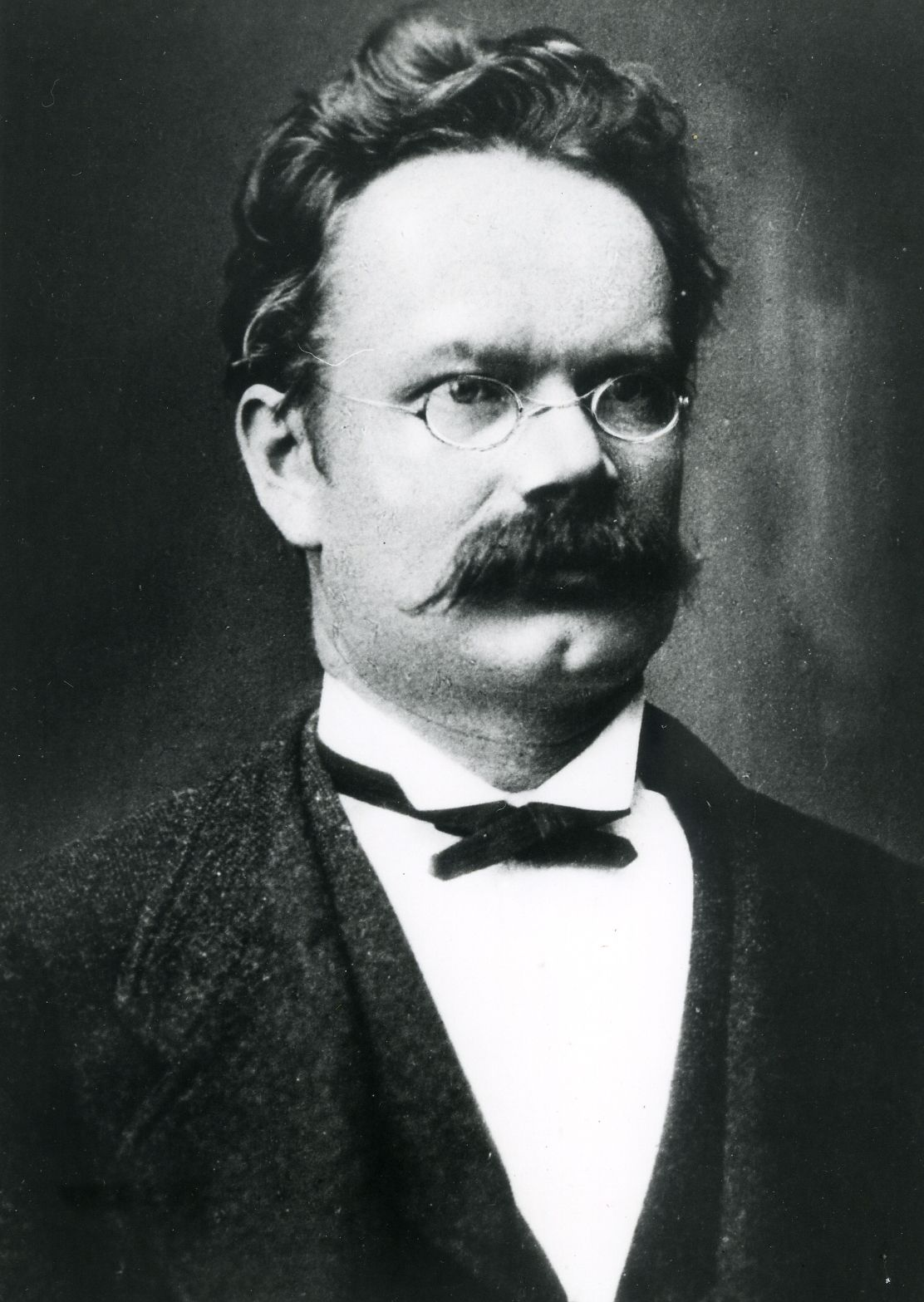
Kurt Wachsmuth (1884)

- Gustav Adolf von der Planitz (1802–1869), königlich-sächsischer Hof- und Justizrat, herzoglich-sachsen-altenburgischer Geheimrat und Minister
- Ludwig Bausch, sen. (1805–1871), Geigenbauer und Bogenmacher
- Friedrich Wilhelm Ernst Mende (1805–1886), evangelischer Pfarrer und Pädagoge
- Julius Pinder (1805–1867), Politiker, Oberbürgermeister von Breslau
- Moritz Pinder (1807–1871), Philologe, Philosoph und Bibliothekar
- Ernst Adolph Thränhardt (1807–1880), Stadtrat, Oberkämmerer, Jurist, Winzer und Rebenzüchter
- Julius Böricke (1808–1888), Jurist und Politiker
- Karl Richard Lepsius (1810–1884), Ägyptologe, Sprachforscher und Bibliothekar
- Bruno Hildebrand (1812–1878), Wirtschaftswissenschaftler und Politiker
- Carl Hoppe (1812–1898), Ingenieur und Unternehmer
- Julius Stein (1813–1889), Journalist und Politiker
- August Reinstein (1814–1860), Jurist und Politiker
- Franz Ferdinand Schulze (1815–1873), Chemiker und Hochschullehrer
- Ernst Weidenbach (1818–1882), Zeichner und Wegbegleiter von Lepsius in Ägypten
- Ernst Ludwig Taschenberg (1818–1898), Entomologe
- August Dächsel (1818–1901), evangelischer Theologe
- Franz-Julius Hoeltz (1820–1906), Kaufmann und Unternehmer
- Hugo von Leipziger (1822–1896), Staatsminister in Sachsen-Altenburg
- Maximilian Ferdinand Weidenbach (1823–1890), Zeichner, Wegbegleiter von Lepsius in Ägypten und preußischer Konsul für Südaustralien
- Bernhard Dächsel (1823–1888), Justizrat in Sangerhausen
- Gustav Adolf Schultze (1825–1897), Maler
- Heinrich Martins (1829–1903), Oberbürgermeister von Glogau
- Ferdinand Winter (1829–1888), Philologe, Gymnasialdirektor
- Karl Otto Taubert (1833–1903), Musikpädagoge, -direktor und Kantor
- Gustav Warneck (1834–1910), evangelischer Theologe
- Adolph Seeligmüller (1837–1912), Neurologe, Geheimer Medizinalrat und Leiter der Poliklinik für Nervenkrankheiten sowie zuletzt einer Privat-Nervenklinik in Halle (Saale)
- Kurt Wachsmuth (1837–1905), Philologe
- Gustav Richter (1838–1904), Philologe und Historiker
- Gustav von Goßler (1838–1902), preußischer Staatsminister, Oberpräsident der Provinz Westpreußen
- Helene Freifrau von Heldburg (1839–1923), Schauspielerin und Gattin von Herzog Georg II. von Sachsen-Meiningen
- Oscar Förtsch (1840–1905), Offizier und Prähistoriker
- Hermann Größler (1840–1910), Lehrer, Heimatforscher und Autor von über 250 Veröffentlichungen
- Clara Lobedan (1840–1917), Malerin und Keramikerin
- Theodor Otto (1843–1902), Ingenieur und Unternehmer
- Otto von Mühlenfels (1845–1918), Jurist und Eisenbahnbeamter
- Robert Müller (1849–1909), Posaunist und Musikpädagoge
- Paul Büchtemann (1851–1914), Politiker, Mitglied des Reichstages
- Karl Schöppe (1851–1915), Stenograf, Zeitungsredakteur, Autor und Heimatforscher
- Paul Mitzschke (1853–1920), Gymnasiallehrer, Chronist, Historiker und Archivar
- Otto Günther-Naumburg (1856–1941), Architektur- und Landschaftsmaler
- Walter von Schönberg (1861–1926), preußischer Generalmajor und Rechtsritter des Johanniterordens
- Carl Grunert (1865–1918), Schriftsteller
- Georg Schiele (1868–1932), Politiker (DNVP) und Autor
- Kurt Hassert (1868–1947), Geograf, Professor für Geografie
- Paul Schultze-Naumburg (1869–1949), geboren im Ortsteil Altenburg, Architekt und Kunsttheoretiker
- Margarete Paulick (1869–1964), als „Hans Lorenz“ erfolgreiche Verfasserin von Lustspielen und Operettenlibretti
- Oskar Hergt (1869–1967), Politiker
- Alfred Möller (1876–1952), Bühnenschriftsteller, Regisseur und Schauspieler
- Rudolf Sommer (1877–nach Dezember 1937), Konsularsekretär, Konsul und Geschäftsträger der deutschen Gesandtschaft in Teheran
- Friedrich Hoppe (1879–1959), Lehrer, Chronist, Museumsleiter und Stadtdirektor von Naumburg
- Julius Steinhardt (1880–1955), Offizier und Schriftsteller der Kolonialliteratur
- Kurt Aßmann (1883–1962), Vizeadmiral der Reichsmarine, Leiter des Marinearchivs und maritimer Autor
- Albert Mundt (1883–1940), Kunsthistoriker, Verleger, Naturschützer und Landeskonservator
- Ernst Möring (1886–1973), evangelischer Theologe und Bibliothekar
- Hans Stieber (1886–1969), Komponist, Gründer der ehemaligen Musikhochschule Halle an der Saale
- Hans-Valentin Hube (1890–1944), Offizier
- Fritz Mehnert (1891–1932), Maler und Grafiker
- Joachim Schröder (1891–1976), Paläontologe und Geologe, Direktor der Bayerischen Staatssammlung für Paläontologie und Geologie
- Walter Hege (1893–1955), Fotograf, Kameramann, Maler, Regisseur und Hochschullehrer
- Erwin Müller (1893–1978), deutschböhmischer Künstler der Neuen Sachlichkeit
- Walter Höhne (1894–1972), Blockältester im KZ Buchenwald, Bürgermeister in Naumburg
- Bruno Radwitz (1895–1953), Oberbürgermeister von Naumburg (1940–1945)
- Hans Broche (1896–1963), Chemiker
- Eduard Hinze (1898–1986), Sanitätsoffizier
- Käte Jöken-König (1898–1968), Schauspielerin, Operettensängerin und Hörspielsprecherin

### Ab 1901

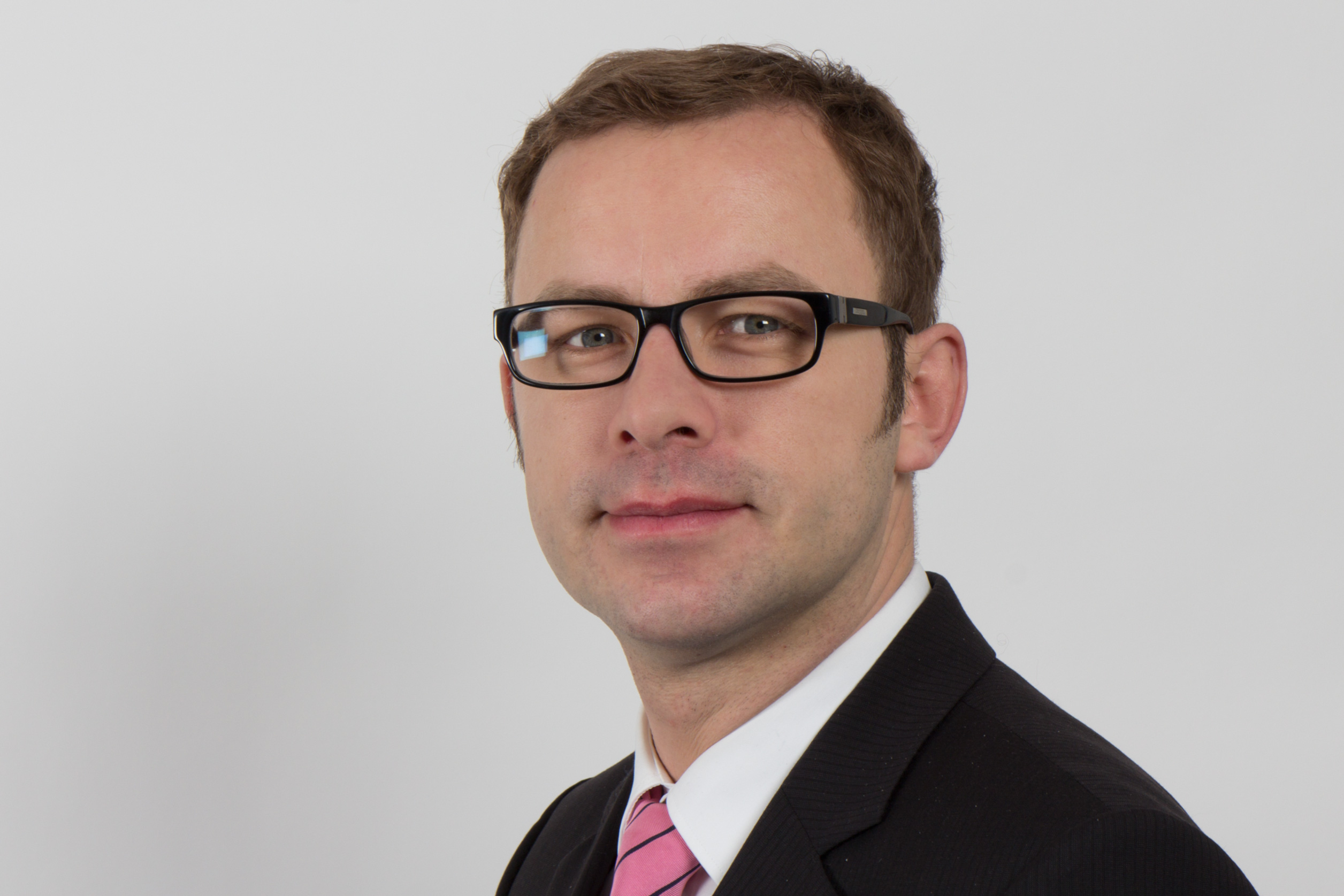
Daniel Sturm (2012)

- Walter Kaul (1903–unbekannt), Politiker (NSDAP) und stellvertretender Reichsjugendführer
- Gertrud Rabestein (1903–1974), Aufseherin im Konzentrationslager Ravensbrück und Oberwachtmeisterin im Gefängnis Naumburg
- Arno Vetterling (1903–1963), Kapellmeister und Komponist
- Edmund Bräuning (1905–1945, verschollen), SS-Hauptscharführer und Adjutant des Lagerkommandanten in den Konzentrationslagern Neuengamme, Ravensbrück und Auschwitz
- Werner Schilling (1910–1988), Theologe
- Georg Uschmann (1913–1986), Wissenschaftshistoriker
- Elisabeth Frenzel, geb. Lüttig-Niese (1915–2014), Literaturwissenschaftlerin
- Gerhard Mildenberger (1915–1992), Historiker, Hochschullehrer
- Adalbert Tägtmeyer, (1915–1982), General
- Wolfgang H. Fritze (1916–1991), Historiker
- Dorothea Buck (1917–2019), Autorin und Bildhauerin
- Bernhard Sinogowitz (1921–2006), Bibliothekar
- Ursula Adam (1922–1979), Journalistin und Autorin
- Wolfgang Bleichroth (1923–2014), Fachdidaktiker und Hochschullehrer
- Hans Deckert (* 1923), Politiker (NDPD)
- Günter Stratenwerth (1924–2015), Rechtswissenschaftler
- Martin Gregor-Dellin (1926–1988), Schriftsteller
- Helge Michael Breig (1930–2020), Maler und Bildhauer
- Götz Friedrich (1930–2000), Regisseur und Theaterleiter
- Günter Reißmann (* 1931), Industriedesigner
- Inge Jastram (* 1934), Grafikerin
- Joachim Cornelius (1934–2012), Oberstadtdirektor von Wuppertal
- Ekkehard Hahn (1934–2020), Schauspieler
- Curt Becker (1936–2018), Politiker (CDU)
- Ludwig Gosewitz (1936–2007), Künstler
- Achim Ernst Brembach (1936–2018), Graphiker
- Günter Zschacke (1936–2025), Feuilletonist und Autor
- Werner Rollow (* 1937), Grafiker, Cartoonist und Karikaturist
- Eberhard von Olshausen (1937–2021), Rechtswissenschaftler
- Barbara Simon (1939–2019), Filmeditorin der DEFA
- Günter Böhme (* 1940), Maler und Grafiker
- Jörg Trobitzsch (* 1940), Fotograf, Jugendbuchautor, Reiseschriftsteller und Publizist
- Erich Zahn (* 1940), Wirtschaftswissenschaftler
- Guntram Koch (* 1941), Archäologe und Hochschullehrer
- Christian Stetter (1943–2017), Sprachwissenschaftler
- Robert Leicht (* 1944), Journalist
- Brigitte Woggon (1943–2019), Psychiaterin und Fachpublizistin
- Botho Strauß (* 1944), Schriftsteller und Dramatiker
- Adelheid Winking-Nikolay (* 1944), Politikerin (Grüne)
- Bärbel Podeswa (* 1946), Leichtathletin
- Reinhold Stober (* 1949), Chirurg
- Matthias Ritter (* 1950), Volkswirt und Politiker, Abgeordneter im Thüringer Landtag
- Maren-Magdalena Sorger (1950–2023), Malerin und Kunsttherapeutin
- Lutz Kühn (1951–2023), Politiker, Mitglied des Landtags von Sachsen-Anhalt
- Ekkehard Maaß (* 1951), Publizist und Übersetzer
- Hildemar David Pfannek am Brunnen (* 1954), Lyriker und Legendensammler
- Ronald Bellstedt (* 1957), Naturschützer, Präparator und Entomologe
- Eva Feußner (* 1963), Politikerin (CDU)
- Eva Tischner (* 1963), Politikerin (CDU)
- Andreas Wagenhaus (* 1964), ehemaliger Fußball-Bundesligaspieler
- Mario Todte (* 1968), Historiker und Autor
- Götz Ulrich (* 1969), Politiker (CDU)
- Kai Agthe (* 1970), Literaturwissenschaftler
- Kathrin Boyde, geborene Born, verheiratete Erlingis (* 1970), Geherin
- Lutz Schweigel (* 1972), alias Joe Möller, Berlin – Tag & Nacht-Darsteller
- Peter Ullrich (* 1976), Soziologe und Kulturwissenschaftler
- Daniel Sturm (* 1977), Politiker (CDU)
- Judith Röder (* 1978), Politikerin (FDP)
- Josephine Mark (* 1981), Comiczeichnerin, Grafikdesignerin und Illustratorin
- Lydia Funke (* 1982), Politikerin (AfD)
- Christian Franke (* 1983), Regisseur, Dramaturg und Autor
- Jan Wagner (* 1985), Politiker (Linke)
- Christian Holze (* 1988), Maler, Bildhauer und Installationskünstler
- Ricky Bornschein (* 1999), Fußballspieler
- Laurens Zintsch (* 1999), Fußballspieler
- Alexander Paul Höhn (* 2002), Leichtathlet

## Personen mit Bezug zu Naumburg (Saale)

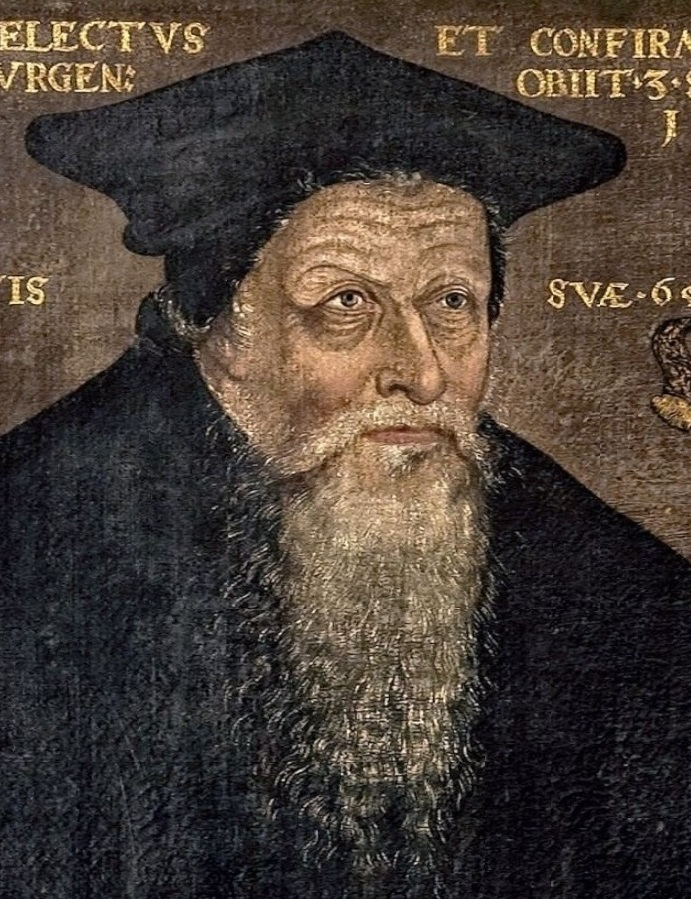
Julius von Pflug

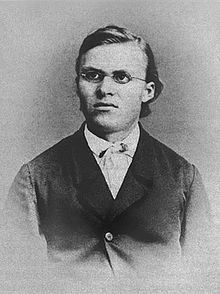
Friedrich Nietzsche

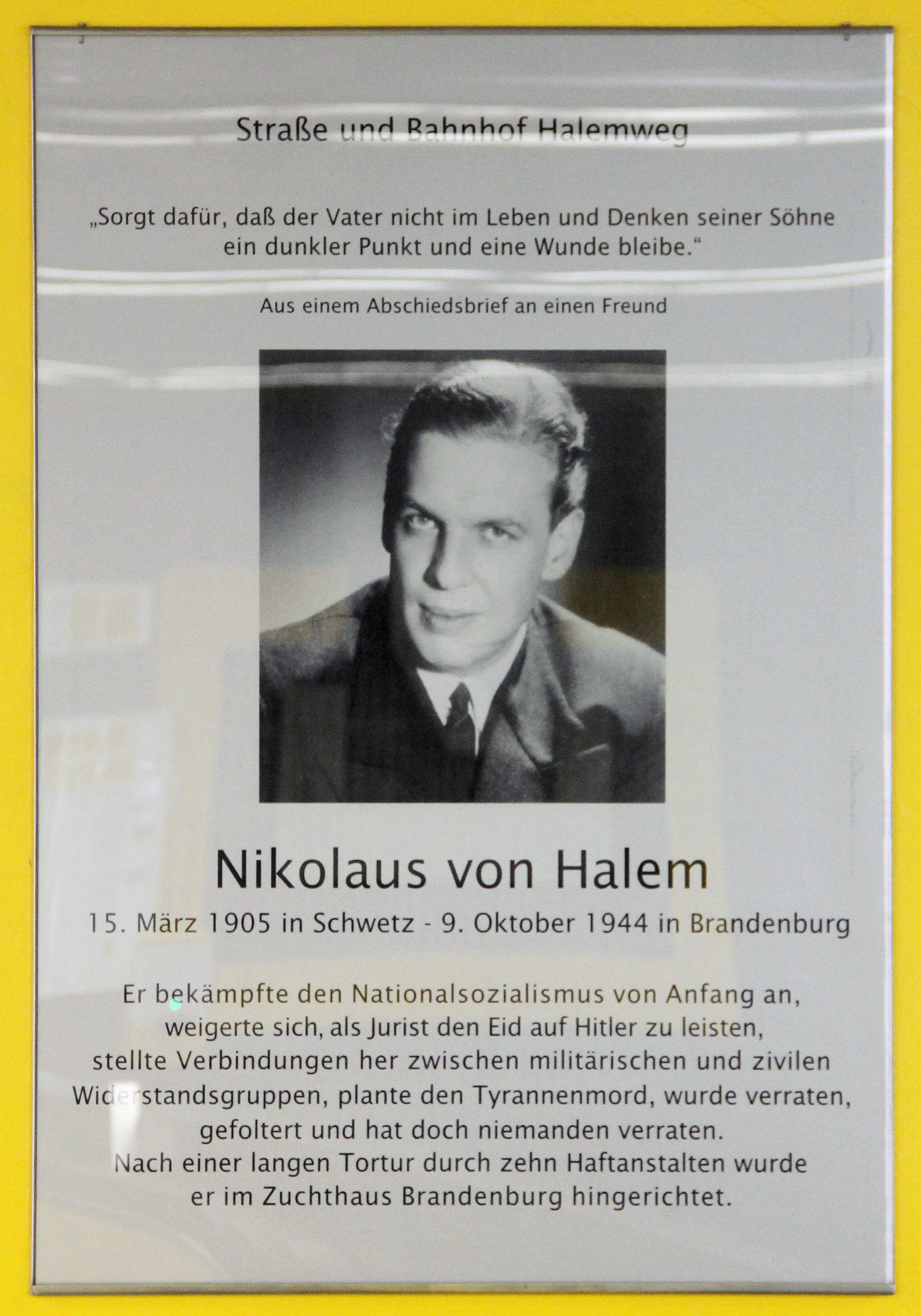
Gedenktafel für Nikolaus Christoph von Halem

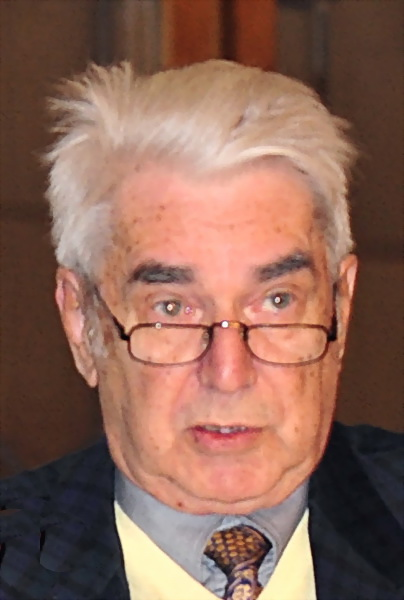
Herbert Rosendorfer

- Nikolaus von Amsdorf (1483–1565), erster protestantischer Bischof Naumburgs (1542–1547)
- Justus Jonas der Ältere (1493–1555), setzte 1536 die Reformation in Naumburg durch
- Julius von Pflug (1499–1564), letzter katholischer Bischof von Naumburg
- Christoph Baldauf (1519–1580), Pädagoge, Rektor der Internatsschule Schulpforta; starb in Naumburg
- Caspar Ratzenberger (1533–1603), Stadt- und Amtsphysicus und Botaniker[1]
- Jakob Lindner (1544–1606), Pädagoge, wirkte und starb in Naumburg[2]
- Michael Praetorius, eigentlich Michael Schulteis (1571–1621), Komponist, Organist; komponierte Musik zum Fürstenkonvent 1614 in Naumburg[3]
- Johann Agricola (1590–1668), Arzt und Schriftsteller; lebte von 1632 bis 1638 in Naumburg[4]
- Adam Gschwend (1665–1722), Pädagoge und Autor
- Gottfried Silbermann (1683–1753), Orgelbauer, Lehrer Hildebrandts, Einweihung der Hildebrandtorgel in St. Wenzel (1746)
- Johann Sebastian Bach (1685–1750), Einweihung der Hildebrandtorgel in St. Wenzel (1746)
- Zacharias Hildebrandt (1688–1757), Orgelbauer, Erbauer der nach ihm benannten Orgel in der Kirche St. Wenzel[5]
- Christian Weiss (1774–1853), Philosoph und Pädagoge, Rektor der Bürgerschule
- Carl Gustav Jochmann (1789–1830), Publizist; starb in Naumburg
- Friedrich Wilhelm Kritzinger (1816–1890), Theologe, Autor des Weihnachtsliedes „Süßer die Glocken nie klingen“; starb in Naumburg
- Karl Knaake (1835–1905), ev. Theologe, Lutherforscher, Begründer der Weimarer Lutherausgabe, gestorben in Naumburg
- Maximilian Hartmann (1841–1926), Jurist, Präsident des Oberlandesgerichts Naumburg, Ehrenbürger von Naumburg
- Friedrich Nietzsche (1844–1900), lebte in den 1850er Jahren in Naumburg
- Elisabeth Förster-Nietzsche (1846–1935), lebte mit ihrem Bruder zeitweilig in Naumburg
- Anton von Behr (1849–1931), Architekt, Baubeamter und Architekturschriftsteller; lebte ab 1919/20 in Naumburg
- Max Klinger (1857–1920), besaß den Klinger-Weinberg am Blütengrund in Großjena
- Johannes Lepsius (1858–1926), Theologe und Orientalist aus der Naumburger Familie Lepsius
- Ernst Borkowsky (1860–1947), Pädagoge, Historiker und Literaturwissenschaftler; lebte ab 1888 in Naumburg, Verfasser von stadtgeschichtlichen Arbeiten
- Waldemar Scheithauer (1864–1942), Industrieller in der Braunkohlenindustrie; lebte und starb in Naumburg
- Friedrich Schultz (1865–1945), Admiral, starb in Naumburg
- Otto Quante (1875–1947), Maler; starb in Naumburg
- Carl Julius Bernhard Börner (1880–1953), Entomologe, Botaniker und Önologe; lebte, wirkte und starb in Naumburg
- Grete Tschaplowitz-Seifert (1889–1977), Bildhauerin und Malerin
- Friedrich Uebelhoer (1893–?), ab 1931 NSDAP-Kreisleiter und von 1933 bis 1939 Oberbürgermeister in Naumburg
- Walter Höhne, Widerstandskämpfer, Häftling des KZ Buchenwald, von 1945 bis 1947 Oberbürgermeister von Naumburg
- Albert Mielke (1895–1933), zuletzt Pfarrer in Oberschmon, Gegner der NS-Rassenlehre, von den Nazis ermordet, in Naumburg beerdigt, seit 2009 Gedenkstein auf dem Neuen Friedhof[6]
- Nikolaus Christoph von Halem (1905–1944), Jurist und Widerstandskämpfer gegen den Nationalsozialismus
- Bernd Grothe (1906–1977), Maler und Grafiker
- Johannes Hamel (1911–2002), Theologe, Dozent und zeitweise Rektor des Katechetischen Oberseminars in Naumburg
- Herbert Rosendorfer (1934–2012), Jurist am OLG Naumburg, Schriftsteller und Karikaturist
- Heinrich Görl (1936–2013), Generalstaatsanwalt bei der Generalstaatsanwaltschaft Naumburg und Schriftsteller
- Irene Greulich (1944–2017), Organistin und Kantorin, von 1971 bis 2008 Kirchenmusikerin der Stadtkirche St. Wenzel in Naumburg

## Ehrenbürger
- Oktober 1917: Paul von Hindenburg (1847–1934), Generalfeldmarschall[7]
- April 1940: Friedrich Uebelhoer (1893–um 1945), Politiker (NSDAP)[8]